# Hüter der Erinnerung (Roman)
Hüter der Erinnerung ist ein 1993 bei Bantam Books erschienener Roman der US-amerikanischen Schriftstellerin Lois Lowry. Der Roman trägt im englischsprachigen Original den Titel The Giver, er weist Züge eines Jugendromans und einer Dystopie auf.

## Handlung
Der Roman spielt in einer oberflächlich harmonischen, scheinbar perfekt organisierten, jedoch extrem totalitären „Gemeinschaft“ von etwa der Größe einer Kleinstadt, die in geringem Maße Sozialkontakte zu anderen, sehr ähnlich strukturierten „Gemeinschaften“ pflegt, aber ansonsten völlig isoliert lebt.
Später wird deutlich, dass diese Ordnung nach einer großen, the Ruin genannten Katastrophe entstand, um ein gleichmäßig produktives Alltags- und vor allem Wirtschaftsleben sicherzustellen. Das Leben der Bewohner ist bis ins kleinste Detail reglementiert und wird ebenso lückenlos überwacht. Ein Komitee von so genannten Ältesten wacht über das gesamte Leben und reguliert und bestraft die meisten Verstöße gegen die sehr strengen und umfangreichen Regeln.
Zu den Regeln gehört, dass ein Ehepartner bei der Obrigkeit beantragt werden muss und nach Wartezeit aufgrund von „Eignung“ nach dem Maßstab des Komitees zugewiesen wird. Gleiches gilt für Kinder, die den Eheleuten ebenfalls auf Antrag im ersten Lebensjahr zugewiesen wurden, zuvor von Leihmüttern, den Gebärinnen, ausgetragen und einige Zeit in einer Säuglingsstation gehalten und auf Familientauglichkeit getrimmt wurden. Sexuelle Aktivität ist unbekannt, selbst sexuelle Erregung ist nicht erlaubt und wird von Pubertät an das ganze Leben lang durch Medikamente unterdrückt. Die Bewohner können auch keine Farben sehen und haben keine Kenntnis von exotischen Tieren oder irgendeinem Detail der Weltgeschichte. Kinder erhalten in einer gemeinsamen Feier jeweils im Dezember mit jedem neuen Lebensjahr in großen Zeremonien bestimmte, immer für alle gleiche Kleidungsstücke und Spielzeuge und werden mit 12 Jahren durch Entscheidung des Komitees in bestimmte Berufe eingeteilt.
Wer aufgrund von zu gravierenden Verstößen gegen die Regeln nicht in die Gemeinschaft integriert werden kann, wird ebenso wie Menschen, die nicht in der Gemeinschaft bleiben wollen und einen Antrag stellen, sie zu verlassen, wie Säuglinge, die nicht familientauglich gemacht werden konnten und alte Leute, die ein gewisses Alter erreicht haben, „freigegeben“, und damit offiziell in ein unbestimmtes „Anderswo“ ausgebürgert und anschließend nie mehr gesehen.
Ganz oben in der Philosophie dieser Gemeinschaft stehen eine bis ins Absurde übersteigerte völlige Gleichheit aller Menschen, emotionale Stabilität, totale Offenlegung aller Gefühle und dabei vor allem die Ausschaltung aller einen reibungslosen kollektiven Arbeitsprozess behindernden und tiefergehenden Emotionen. Dazu zählt man vor allem Angst und Neid, aber auch Liebe oder jede Form individualistischer Bestrebungen.
Hauptfigur des Romans ist der zwölfjährige Jonas, der eine weitestgehend typische Kindheit erlebt hat und nun einen sehr außergewöhnlichen Beruf zugewiesen bekommt: Er soll der neue Hüter der Erinnerung werden. Diese Aufgabe hat immer nur eine Person der Gemeinschaft, und sie wird als überaus wichtig und ehrenvoll, aber auch als sehr schwierig und heikel angesehen. Aufgabe des Hüters ist es, die anderen Ältesten zu beraten, wenn außergewöhnliche Entscheidungen anstehen. Seit Jonas’ Bestimmung gelten für ihn einige Regeln der Gemeinschaft nicht mehr. So darf er fortan lügen und anderen Bürgern jede beliebige Frage stellen.
Außer dem Hüter darf kein Mitglied der „Gemeinschaft“ irgendeine Erinnerung an Dinge haben, die als gefährlich angesehen werden, weil sie die perfektionierte Gleichförmigkeit des Alltagslebens in der Gemeinschaft stören könnten, an jede Einzelheit der Weltgeschichte, an Kriege und Revolutionen, aber beispielsweise auch an Wildtiere, die es nicht mehr gibt. Der bisherige Hüter ist ein alter Mann, er leidet sehr unter der Last der vielen Erinnerungen. Vor zehn Jahren hatte er bereits einen Versuch unternommen, eine Nachfolgerin auszubilden. Die Ausbildung mit der Jugendlichen Rosemarie war gescheitert, was in der gesamten Gemeinschaft als gravierendes Unglück betrachtet wird, Rosemarie wurde freigegeben, nie mehr gesehen und weitere Einzelheiten über dieses Unglück werden nicht bekannt gemacht.
Die Ausbildung durch den bisherigen Hüter erfolgt durch eine Art telepathische Abgabe seines Erinnerungsschatzes an Jonas. Als erste Erinnerung überträgt er das Erlebnis einer Schlittenfahrt an einem verschneiten Berg auf Jonas; selbst Derartiges wird als gefährlich angesehen, denn das Klima wird seit langem kontrolliert, um die Landwirtschaft zu stabilisieren, Schnee existiert nicht mehr, er ist allen außer dem Hüter unbekannt, ebenso wie direkter Sonnenschein, der Dürre oder Sonnenbrand verursachen könnte. Später lässt er Jonas, der schon früher kurzzeitige Wahrnehmungen von Farbe hatte, einen Regenbogen sehen. Sehr unangenehm und schmerzhaft erweist sich später die übertragene Erinnerung an einen schweren Unfall, an Hungersnöte und Kriege. Da Jonas auf dem Weg zum neuen Hüter ist und der alte nach und nach seine Erinnerungen abgibt und dadurch nicht mehr besitzt, nennt er sich nun der Geber.
Jonas Vater kümmert sich derweil um einen noch nicht als familientauglich und schwächlich angesehenen Säugling namens Gabriel und darf diesen auch nachts mit nach Hause nehmen. Der Junge hat wie der Geber und Jonas und nur sehr wenige Menschen helle, „wissende“ Augen. Gelingt es ihm nicht, den Säugling familientauglich zu machen, wird dieser freigegeben und nach Anderswo gebracht. Als Jonas den Geber über das unbekannte Anderswo befragt, zeigt dieser ihm ein Video, in dem Jonas Vater einen von identischen Zwillingen mit einer Giftspritze tötet. Auch zwei völlig identische Kinder werden nicht geduldet, das Freigeben von Menschen ins Anderswo ist in Wirklichkeit deren im Verborgenen betriebene Tötung. Nachdem Jonas erkennt, dass sein Vater ein Mörder ist, will er nicht mehr nach Hause zurückkehren, aber der Geber überzeugt ihn, dass sein Vater ohne Erinnerung und mit der ständigen Gehirnwäsche der Gemeinschaft nicht in der Lage zu erkennen sein kann, dass sein Handeln moralisch falsch ist.
Rosemarie hatte unter der unerträglichen Belastung der Erinnerungen selbst ihre Freigabe beantragt und sich bei ihrer Tötung selbst das Gift injiziert. Jonas und der Geber kommen zu dem Schluss, dass es Zeit für eine Veränderung ist, die Gemeinschaft sich in ihrer Philosophie verrannt hat und die Menschen die Erinnerungen zurückbekommen müssen. Die einzige Möglichkeit, dies zu erreichen ist, dass Jonas die Gemeinschaft verlässt. In diesem Augenblick würden die Erinnerungen telepathisch zu den Menschen zurückkehren; Ähnliches geschah auch mit den relativ wenigen Erinnerungen, die Rosemarie hatte, als sie sich umbrachte. Jonas will zusammen mit dem Geber fliehen, aber der besteht darauf, dass er von den Menschen gebraucht wird, um die Erinnerungen zu verwalten, da diese sich sonst selbst vernichten würden. Sowie die Gemeinschaft neu organisiert ist, will der Hüter Rosemarie in den Tod folgen, die seine Tochter war.
Der Geber erdenkt sich ein Szenario, mit dem Jonas aus der Gemeinschaft entkommt. Er will dafür sorgen, dass es so aussieht, als ob Jonas im Fluss ertrunken ist und so die Suche nach ihm bald eingestellt wird. Der Plan ist ruiniert, als Jonas erfährt, dass der Säugling in der Pflege seines Vaters nun als endgültig familienuntauglich „freigegeben“ werden soll. Er flieht gemeinsam mit ihm und beide erfrieren beinahe auf einer Reise, die wie Jonas denkt an die Grenzen des „Anderswo“ geht. Durch eine besondere Fähigkeit, Dinge zu sehen, die andere nicht sehen, findet er einen Schlitten, mit dem er mit dem Säugling über die Grenze der Gemeinschaft gelangt, die auch eine Grenze der Erinnerung ist. Er kommt an einem bunten Haus mit hellen Lichtern und einem Weihnachtsbaum an und hört zum ersten Mal in seinem Leben etwas wie Musik. Er hat Symptome einer schweren Unterkühlung und seine und Gabriels Zukunft wie auch die der Gemeinschaft werden am Ende offengelassen. Allerdings taucht Jonas in den späteren Werken der Autorin „Auf der Suche nach dem Blau“ (Gathering Blue, 2000), „Die Gabe des Boten“ (Messenger, 2004) und „Der Sohn“ (Son, 2012) wieder auf. Diese drei Romane bilden zusammen mit „The Giver“ das sog. „The Giver Quartet“.

## Rezeption
Melanie Kramers schreibt in ihrer Rezension: „Ein zentrales Motiv im Buch ist, dass es ohne Hass, Schmerz und Leid keine Liebe, Leidenschaft und Wahlmöglichkeit gibt. Wahrheit kann verletzen, verleiht aber auch Macht. Das Buch ist umstritten: Vielen erscheint die trostlose Welt, in der Unerwünschten die Todesspritze droht, nicht kindgerecht. Lowry schreckt nicht vor ernsten Themen zurück. In dieser Allegorie verleiht sie einem ganz aktuellen Anliegen Ausdruck: Die Menschen müssen erkennen, dass sie aufeinander angewiesen sind und ihre gemeinsame Umwelt respektieren.“. Molly Hagan schreibt in ihrer Biographie über Lowry: „Hüter der Erinnerung ist eines der am häufigsten angefochtenen Jugendbücher überhaupt. Kritiker führen Gewalt als Grund an, warum sie das Buch für problematisch halten, aber Lowry hat andere Vorstellungen davon, warum ihr Buch in den Schulen so oft angefochten wird. ‚Ich glaube, die Erwachsenen haben wirklich etwas dagegen, dass ein junger Mensch die Autorität und die Weisheit der Schulleitung ablehnt‘, sagte sie Dan Kois von der New York Times. ‚Das ist für sie beunruhigend.‘“ Carter F. Hanson schreibt in seiner Rezension: „Der Roman warnt vor den Gefahren der kulturellen Amnesie, indem er die Unterdrückung des historischen Gedächtnisses als ein Instrument der statischen totalitären Kontrolle und der Produktion von infantilen Bürgern darstellt. Lowry zeigt aber auch, dass die Erinnerung, wenn sie nicht vollständig unter staatliche Kontrolle gebracht wird, eine Quelle erheblicher individueller und emanzipatorischen Kraft ist.“

## Auszeichnungen
Der Roman wurde 1994 mit der Newbery Medal ausgezeichnet.

## Referenzen
Hüter der Erinnerung ist in dem literarischen Nachschlagewerk 1001 Kinder- und Jugendbücher – Lies uns, bevor Du erwachsen bist! für die Altersstufe 8+ Jahre enthalten.

## Adaptionen
Der Roman wurde im Jahr 2014 unter dem Titel The Giver verfilmt. Im deutschsprachigen Raum trägt die Verfilmung den Titel „Hüter der Erinnerung – The Giver“.

## Ausgaben
- The Giver. Houghton Mifflin, Boston 1993, ISBN 0-395-64566-2.
- Hüter der Erinnerung. Aus dem Amerikanischen übersetzt von Anne Braun, Loewe, Bindlach 1994, ISBN 978-3-7855-2697-2, zuletzt dtv, München 2008, ISBN 978-3-423-78225-8.